# CAM Timișoara
El CAM Timosoara fue un equipo de fútbol de Rumania que alguna vez jugó en la Liga I, la primera división de fútbol en el país.

## Historia
Fue fundado en el año 1911 en la ciudad de Timisoara al oeste de Rumania con el nombre RGM Timisoara, nombre que usaron hasta 1936 cuando se fusionaron con el CA Timisoara para crear al CAM Timosara.
El club inició su participación en las ligas regionales de Rumania y su primer presidente fue Sigismund Löbi, quien se mantuvo en el puesto hasta que inició la Primera Guerra Mundial. Al finalizar la Primera Guerra Mundial el club es instaló en la primera división de Timisoara.
En la temporada de 1929/30 el club clasifica por primera vez a la fase nacional donde fue eliminado en los cuartos de final por el Gloria CFR Arad con marcador de 0-1.
En la temporada de 1931/32 el club se convirtió en uno de los dos equipos de Timisoara que fundaron la Liga I, pero descendieron en tan solo una temporada en la liga. En la temporada de 1934/35 el club se convirtió en uno de los equipos fundadores de la Liga II, terminando en tercer lugar en su temporada inaugural y en la temporada de 1937/38 el club llega a la final de la Copa de Rumania donde pierde ante el Rapid de Bucarest con marcador de 2-3.
Una temporada después el club logra regresar a la Liga I, en donde termina en quinto lugar en la temporada 1939/40, pero fue excluido de la Liga I de una forma abusiva y fueron forzados a jugar en la Liga II, en donde tras quedar en último lugar y descendieron a la Liga III.
Al terminar la Segunda Guerra Mundial el club se fusiona brevemente con el Chinezul Timisoara, pero la fusión terminó en 1946 cuando jugaba en la Liga II, donde permaneció hasta su desaparición al finalizar la temporada 1948/49 en la 13.ª posición y descender a la Liga III.

## Palmarés
- Liga II: 1

1938/39